# Prvenstvo BLP 1936-1937
Il Prvenstvo Beogradskog loptičkog podsaveza 1936./37., in cirillico Првенство Београдског лоптичког подсавеза 1936./37., (it. "Campionato della sottofederazione calcistica di Belgrado 1936-37") fu la diciottesima edizione del campionato organizzato dalla Beogradski loptački podsavez (BLP).
Questa fu la quarta edizione del Prvenstvo BLP ad essere di seconda divisione, infatti le migliori squadre belgradesi militavano nel Državno prvenstvo 1936-1937, mentre i vincitori sottofederali avrebbero disputato gli spareggi per la promozione al campionato nazionale successivo.
A divenire campione della BLP fu lo Jedinstvo, al suo primo titolo nella sottofederazione, che ebbe così l'accesso alle qualificazioni al Državno prvenstvo 1937-1938.

Il campionato era diviso era diviso fra le squadre di Belgrado città (divise in più classi, razred) e quelle della provincia (divise in varie parrocchie, župe). La vincitrice della 1. razred disputava la finale sottofederale contro la vincente del campionato provinciale.

## Prima classe "A"

### Classifica
|                   | Pos. | Squadra            | Pt | G  | V  | N | P  | GF | GS | QR    |
| ----------------- | ---- | ------------------ | -- | -- | -- | - | -- | -- | -- | ----- |
|                   | 1.   | Jedinstvo Belgrado | 33 | 18 | 15 | 3 | 0  | 77 | 16 | 4,812 |
|                   | 2.   | Šparta Zemun       | 26 | 18 | 12 | 2 | 4  | 66 | 20 | 3,300 |
|                   | 3.   | ZAŠK Zemun         | 21 | 18 | 7  | 7 | 4  | 42 | 37 | 1,135 |
|                   | 4.   | Radnički Belgrado  | 15 | 18 | 5  | 5 | 8  | 34 | 40 | 0,850 |
|                   | 5.   | Obilić             | 15 | 18 | 6  | 3 | 9  | 34 | 47 | 0,723 |
|                   | 6.   | Grafičar Belgrado  | 15 | 18 | 5  | 5 | 8  | 38 | 56 | 0,678 |
|                   | 7.   | Čukarički          | 15 | 18 | 6  | 3 | 9  | 29 | 56 | 0,517 |
|                   | 8.   | Sloga Belgrado     | 14 | 18 | 5  | 4 | 9  | 37 | 45 | 0,822 |
|                   | 9.   | BUSK Belgrado      | 14 | 18 | 6  | 2 | 10 | 29 | 55 | 0,527 |
|                   | 10.  | Vitez Zemun        | 12 | 18 | 5  | 2 | 11 | 23 | 37 | 0,621 |
| Fonte: exyufudbal |      |                    |    |    |    |   |    |    |    |       |

Legenda:
      Campione della BLP.
  Ammesso alle qualificazioni al Campionato nazionale 1937-38.
      Retrocessa nella classe inferiore
Note:
Due punti a vittoria, uno a pareggio, zero a sconfitta.

## Classi inferiori
Nella stagione 1936-37, i campionati della città di Belgrado contavano 57 squadre divise in quattro classi:
- 10 squadre in 1.A razred
- 10 squadre in 1.B razred
- 20 squadre in 2. razred (10 nel gruppo Sava e 10 nel gruppo Drava)
- 17 squadre in 3. razred (9 nel gruppo Drina e 8 nel gruppo Morava)[3]

### 1.B razred
```
   Squadra                         G   V   N   P   GF  GS  Q.Reti  Pti
1  Električna centrala             18  16  1   1   59  18  3,278   33 (promosso in 
1.A razred
)
2  
Palilulac
                       18  13  0   5   58  24  2,417   26
3  
Srpski mač
                      18  9   5   4   36  25  1,440   23
4  Sparta                          18  11  1   6   39  31  1.258   23
5  Brđanin                         18  6   4   8   39  32  1,219   16
6  
Slavija
                         18  6   4   8   29  28  1,036   16
7  Ruski SK                        18  6   4   8   32  42  0,762   16
8  
Balkan
                          18  5   3   10  28  38  0,737   13
9  
Dušanovac
                       18  4   0   14  23  55  0,418   8
10 Uskok                           18  3   0   15  17  67  0,254   6
```